# Жан-Франсоа Клервоа
Жан-Франсоа́ Клервоа́ (на френски: Jean-François Clervoy) e френски инженер и астронавт (също и на ЕКА). Участник в три полета с космическата совалка „Спейс Шатъл“, общата им продължителност е над 28 денонощия.

## Биография
Роден е на 19 ноември 1958 г. в Лонгвил ле Мец, Франция. Завършва през 1976 г. военното училище Сен-Сир, където получил степента бакалавър. През 1981 г. Жан-Франсоа Клервоа получава диплом от Политехническото училище в Париж. По-късно завършва Висше национално училище по аеронавтика и космос в Тулуза (ENSAE) през 1983 г. От 1987 до 1992 г. е ръководител на програмата за параболически полети на самолети Sud Aviation Caravelle|Caravelle. От 1992 г. работи в CNES като инженер по контрола на спътници. Продължава да служи и във ВВС на Франция.

## Космически полети
През 1985 г. е избран в отряда на астронавтите на CNES, а след това минава курс на обучение в „Звездното градче“ в Русия, като преди това, на 15 май 1992 г. е зачислен в отряда на астронавтите на ЕКА.
- От 3 до 14 ноември 1994 г. Клервоа, като специалист на полета за първи път полита в космоса на борда на совалката „Атлантис“, мисия STS-66. Продължителността на полета е 10 денононщия 22 часа 34 минути.

- Вторият полет, в който взема участие, продължава от 15 до 24 май 1997 г., а Клервоа като специалист на полета на борда на совалката „Атлантис“ по програмата на мисия STS-84 посещава орбиталната станция „Мир“. Продължителността на полета е 9 денонощия 5 часа 20 минути.

- Последният му трети старт е на борда на Дискавъри, мисия STS-103. Мисията е по ремонт на космическия телескоп „Хъбъл“. Продължителността на полета е 7 денонощия 23 часа 11 минути 34 секунди.

| Космически полети на Жан-Франсоа Клервоа                    | Космически полети на Жан-Франсоа Клервоа | Космически полети на Жан-Франсоа Клервоа | Космически полети на Жан-Франсоа Клервоа | Космически полети на Жан-Франсоа Клервоа |
| №                                                           | Дата                                     | КК                                       | Функции                                  | Продължителност                          |
| ----------------------------------------------------------- | ---------------------------------------- | ---------------------------------------- | ---------------------------------------- | ---------------------------------------- |
| 1                                                           | 3 ноември 1994                           | „Атлантис“ STS-66                        | Специалист на мисията                    | 10 денонощия 22 часа 34 мин 52 сек       |
| 2                                                           | 15 май 1997                              | „Атлантис“ STS-84                        | Специалист на мисията                    | 9 денонощия 5 часа 20 мин 48 сек         |
| 3                                                           | 20 декември 1999                         | „Дискавъри“ STS-103                      | Специалист на мисията                    | 7 денонощия 23 часа 11 мин, 34 сек.      |
| Сумарно време в космоса – 28 денонощия 3 часа 7 мин 14 сек. |                                          |                                          |                                          |                                          |

## Други
Жан-Франсоа Клервоа взема участие в разработката на програмата на Автономния товарен кораб (ATV). Също така е президент на компанията Novespace.
Жан-Франсоа Клервоа е женен и имат две деца.
През септември 2009 г. той публикува книгата си „Histoire d'Espace“.